# FK Sokol Třebětice
FK Sokol Třebětice je český fotbalový klub sídlící v obci Třebětice v okrese Jindřichův Hradec, hrající přebor Jihočeského kraje (5. liga). Klub byl založen 29. května 1996. Předsedou a zároveň manažerem klubu je Josef Bastl. Na trenérském postu působí Roman Lukáč.

## Historie
Počátky třebětického fotbalu sahají již do 60. let 20. století, kdy v obci vznikl fotbalový klub "Jiskra Třebětice", který se ovšem netěšil velkému úspěchu. Účastnil se pouze přátelských utkání, nicméně v rozmezí několika let od svého vzniku klub ukončil působení.
Druhou mízu chytili třebětičtí fotbalisté až v polovině 90. let. Od konce roku 1994 začala probíhat rekonstrukce a celkové budování týmového zázemí, výstavbou nové hrací plochy počínaje a vybudováním zázemí pro rozhodčí a realizační tým konče. Veškeré stavební práce probíhali prostřednictvím místních dobrovolníků, finančně klub zastřešoval obecní úřad.
O dva roky později, konkrétně 29. května 1996, byl oficiálně založen Fotbalový klub Sokol Třebětice na ustavující schůzi. Tehdejšími členy tamního fotbalového výboru byli zvoleni:
- Miloš Kelbler - předseda klubu
- Václav Toman - člen výboru
- Václav Bastl - člen výboru
- Bohuslav Bastl - člen výboru

Na trenérský post byl dosazen Jan Anděl, který s nově vzniklým týmem vstoupil do okresní soutěže skupiny B v jejich historicky první sezóně 1996 - 1997.
I přesto, že fotbalisté Třebětic byli ve fotbale nováčky, hned jejich druhou sezónu (1997 - 1998) se jim povedl úspěch v podobě postupu do okresního přeboru (okres Jindřichův Hradec). Z počátku působení v této soutěži se jim nevedlo nejlépe, nicméně po změně trenéra si už dokázali v okresním přeboru upevnit své místo. Na místo dosavadního trenéra nastoupil Ing. Zděněk Kostelecký a následně Jaroslav Bilíček. 

### Vznik "B" týmu
Klub od svého počátku disponoval i hojným zastoupením hráčů dorostu, nicméně v roce 2002 nastala krize, kdy nebyl dostatek nových mladých hráčů a stávající dorostenci již přesáhli věkovou hranici a za dorost už tedy hrát nemohli. Zároveň jejich kvality zatím nedostačovali požadavkům hlavního "A" týmu. Vedení se snažilo přijít s optimálním řešením této situace a rozhodli o vzniku sekundárního "B" týmu, který byl složen jak z původních dorostenců, tak z náhradníků "A" týmu. Nově vzniklý tým byl přihlášen hned nejbližší možnou sezónu, tedy sezónu 2002 - 2003, do okresní soutěže. V sezóně 2022-2023 skončilo B družstvo druhé ve skupině B jindřichohradecké III. třídy a postoupilo do okresního přeboru, kde v sezóně 2023-2024 obsadilo 5. místo.

### Postup do krajské soutěže v roce 2005
Třebětickému "A" týmu se za prvních 9 let jeho působení povedly dva významné postupy. První z nich proběhl v roce 1998 do okresního přeboru, druhým úspěchem se radovali v roce 2005. V tomto roce se tamním fotbalistům povedlo obsadit první příčku okresního přeboru, čímž si vybojovali postup do I. B třídy Jihočeského kraje. Tehdejší trenér, Josef Bastl, se ovšem v tomto ohledu na začátku sezóny nechal slyšet, že Třebětice nemají ambice na postup, nicméně toto stanovisko nebylo naplněno a Motáci, jak je místním přezdíváno, se těšili z mimořádného úspěchu, k němuž dopomohl i Tomáš Piller, který byl už tradičně zvolen nejlepším střelcem sezóny s 35 brankami. 

## Současnost
V současné době FK Sokol Třebětice hraje přebor Jihočeského kraje. Jedná se o 5. nejvyšší soutěž v České republice.

### Postup do I.A třídy

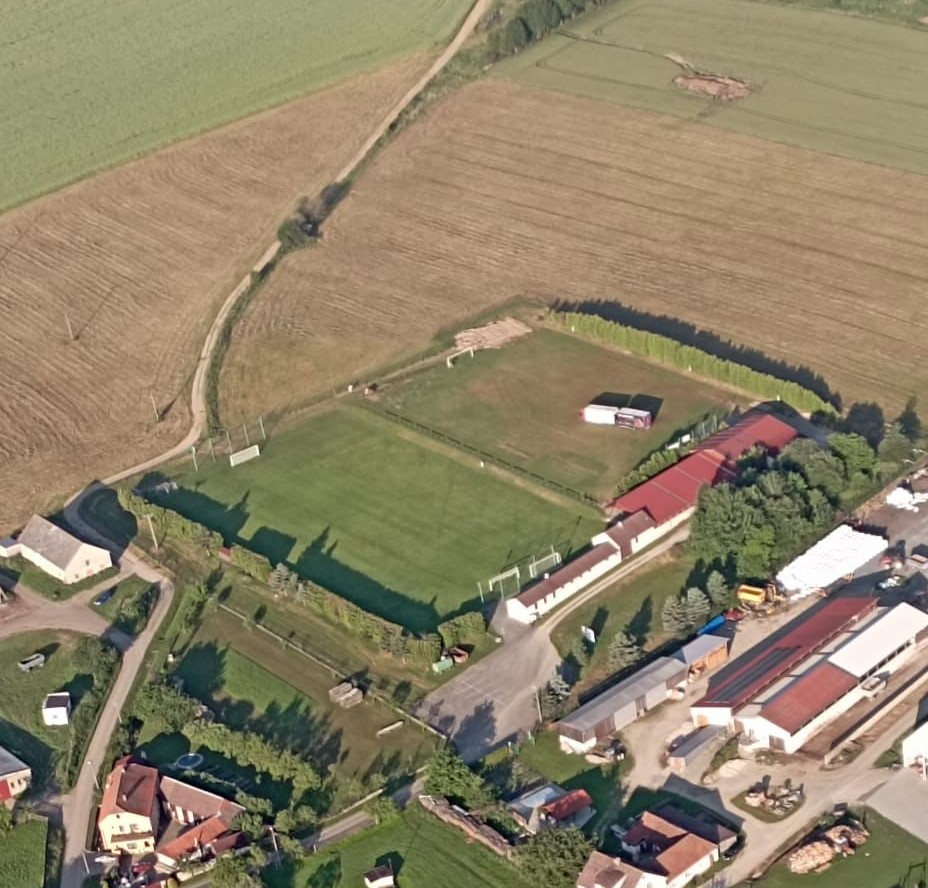
Fotbalové zázemí FK Sokol Třebětice

Cesta do krajského přeboru vedla od sezóny 2021 - 2022. Právě v jarní části sezóny se Třeběticím povedl postup z I. B. třídy do I. A třídy Jihočeského kraje. Velkou zásluhu na tomto úspěchu měl tehdejší trenér Marek Černoch, který má letité zkušenosti s trénováním vyšších fotbalových soutěží. Své zkušenosti předal i třebětickým fotbalistům, což vedlo k tak úspěšné sezóně.
Po vzoru světových fotbalových týmu FK Sokol Třebětice uspořádal velké postupové oslavy. Třebětice měli zaručený postup již 6 kol před koncem sezóny s 20 bodovým náskokem, nicméně oslavy probíhaly až po odehrání všech zápasů. Uskutečnil se velkolepý průjezd hráčů, ale i fanoušků, vesnicí na valnících tažených traktorem. Vše doprovázely dýmovnice a pyrotechnika. 

### Postup do krajského přeboru
Fotbalisté z Třebětic dokázali vybojovat další postup hned následující sezónu. Podařilo se jim vyhrát sezónu 2022 - 2023 v I.A třídě, čímž postoupili do přeboru Jihočeského kraje. Pro třebětický fotbal to byl historický moment, jelikož za celou existenci klubu se tamním fotbalistům nepodařilo probojovat se do tak vysoké soutěže. K tomuto postupu jim opět dopomohl tehdejší trenér Marek Černoch.